# Hans Rothe (Maler)
Hans Rothe (geboren am 14. Mai 1929 in Döllnitz bei Halle/Saale; gestorben am 6. Juni 2023 in Burgliebenau) war ein deutscher Maler und Keramiker.

## Leben
Rothe absolvierte eine Lehre als Gebrauchswerber. Anschließend lernte er in der Vorstudienklasse unter Gustav Weidanz. Von 1946 bis 1951 studierte er Malerei und Grafik an der Burg Giebichenstein Kunsthochschule Halle bei Charles Crodel. Seit 1951 war er als freischaffender Maler und Grafiker tätig. Dabei hatte er 1952/1953 einen Werkvertrag mit der Großkokerei Lauchhammer, von 1954 bis 1957 mit dem VEB Straßenbahn Halle und von 1957 bis 1960 mit dem VEB Leuna-Werke, wo er in einem Gebäude neben dem Turbinensaal auch ein Atelier hatte.
Neben seiner künstlerischen Arbeit war Rothe Leiter des Malzirkels der Volkshochschule Halle und von 1958 bis 1963 des Zentralen Malzirkels der Stadt Halle.
Ab 1967 arbeitet er auch als Keramiker. 1985 begann er mit der Restaurierung der Kirche St. Philippus und Jacobus in Burgliebenau. Zuerst restaurierte er das barocke Deckengemälde der Kirche, anschließend den barocken Kanzelaltar.
Rothe war bis 1990 Mitglied des Verbands Bildender Künstler der DDR.
Seit 2014 gibt es eine Dauerausstellung seiner keramischen Arbeiten und Teile seines malerischen Werkes  im Kulturhistorischen Museum der Stadt Merseburg.

## Ehrungen
- 1965: Kunstpreis der Stadt Halle[5]
- 1966: Kunstpreis der Stadt Halle-Neustadt[5]
- Ehrenbürger von Schkopau und Döllnitz[5]

## Werke (Auswahl)

### Druckgrafik
- Chemiearbeiterin (1960, Lithografie, 46,7 × 32,5 cm)[6]

### Baugebundene Werke und Werke im öffentlichen Raum
- 1965/1966: Reliefwand (Halle, damaliges Interhotel Stadt Halle; mit Gerhard Geyer)

- 1983: Brunnen (Halle-Neustadt; 2012 abgerissen)[7]

## Ausstellungen (unvollständig)

### Einzelausstellungen
- 1957: Kulturhaus der Leunawerke
- 1968: Bernburg, Museum Schloss Bernburg (Malerei, Grafik, Keramik)
- 1989: Hans Rothe: Malerei, Grafik, Keramik, Museum Merseburg
- 1999: Hans Rothe: Malerei und Graphik 1947–1999, cce Kulturhaus, Leuna
- 2009: Hans Rothe: Malerei,[8] Kulturhistorischen Museum, Merseburg
- 2023: Farbenklänge, Galerie Blaue Brücke in Dresden

#### Postum
- 2024: Halle (Saale), Zeitkunstgalerie (Malerei, Keramik)[9]
- 2025: Merseburg, Willi-Sitte-Galerie ("Erinnerungen"; über 50 Gemälde und Grafiken)

### Teilnahme an zentralen und wichtigen regionalen Ausstellungen in der DDR
- 1957: Berlin, Ausstellungspavillon Werderstraße („Junge Künstler der DDR“)
- 1958 bis 1978: Dresden, Vierte Deutsche Kunstausstellung bis VIII. Kunstausstellung der DDR
- 1961: Berlin, Deutsche Akademie der Künste („Junge Künstler. Malerei“)
- 1968: Halle/Saale, Staatliche Galerie Moritzburg („Sieger der Geschichte. Die Arbeiterpersönlichkeit in der bildenden Kunst der Deutschen Demokratischen Republik“)
- 1969: Weimar, Kunsthalle am Theaterplatz („Temperamente. Zehn Maler aus der DDR“)
- 1969, 1974 und 1978: Halle/Saale, Bezirkskunstausstellungen
- 1974: Erfurt („Kunst für uns“)
- 1985: Berlin, Neue Berliner Galerie im Alten Museum („Musik in der bildenden Kunst der DDR“)

## Weblink
- https://www.bildindex.de/ete?action=queryupdate&desc=%22Hans%20Rothe%22%20&index=obj-all Bildindex